# Segelfluggelände Reinheim

i7
i11
i13
Das Segelfluggelände Reinheim liegt in der Stadt Reinheim im Landkreis Darmstadt-Dieburg in Hessen, etwa 2 km nordöstlich des Zentrums von Reinheim in unmittelbarer Nachbarschaft zum Naturschutzgebiet Reinheimer Teich.

## Flugbetrieb
Das Segelfluggelände ist mit einer östlich gelegenen, 770 m langen und 30 m breiten Start- und Landebahn aus Gras (Bezeichnung 01R/19L) und einer westlich gelegenen, 572 m langen und 30 m breiten Start- und Landebahn für Segelflugzeuge aus Gras (Bezeichnung 01L/19R) ausgestattet.
Es besitzt eine Betriebszulassung für:
- Segelflugzeuge,
- nicht selbststartende Motorsegler,
- Motorsegler, die mit eigener Kraft starten und im Besitz der Flugsportvereinigung Offenbach Reinheim e. V. sind oder von Vereinsmitgliedern betrieben werden,
- dreiachsgesteuerte Ultraleichtflugzeuge, die auf dem Segelfluggelände stationiert sind und
- Flugzeuge bis zu 2000 kg höchstzulässiger Flugmasse (MTOM) für Flüge zum Schleppen von Segelflugzeugen oder Motorseglern.

Als Startarten sind Eigenstart, Flugzeugschleppstart und Windenstart zugelassen. Der Halter und Betreiber des Segelfluggeländes ist der Flugsportvereinigung Offenbach Reinheim e. V.
Für den Segelflug steht eine Seilwinde Typ Tost modifiziert und eine DR-400 als Schleppmaschine für den Flugzeugschlepp zur Verfügung. Am Segelfluggelände sind zirka 25 Segelflugzeuge stationiert, acht davon befinden sich im Eigentum der Flugsportvereinigung Offenbach Reinheim e. V. Eine Tankstelle ist vorhanden. Als Flugleitung dient ein umgebauter VW-Bus.
Die Vereinsgaststätte „Auszeit am Teich“ hat ganzjährig an Feiertagen und am Wochenende geöffnet.

## Geschichte
Das Segelfluggelände wurde am 30. September 1967 eingeweiht. Der Verein selbst existiert seit 1928 an zuvor verschiedenen Standorten. Im Jahr 1969 erfolgte im Rahmen eines Flugtages die Einweihung der Halle. Später kamen zwei weitere Anbauten hinzu: das Vereinsheim, in der sich die Gaststätte befindet, und die Werkstatt.

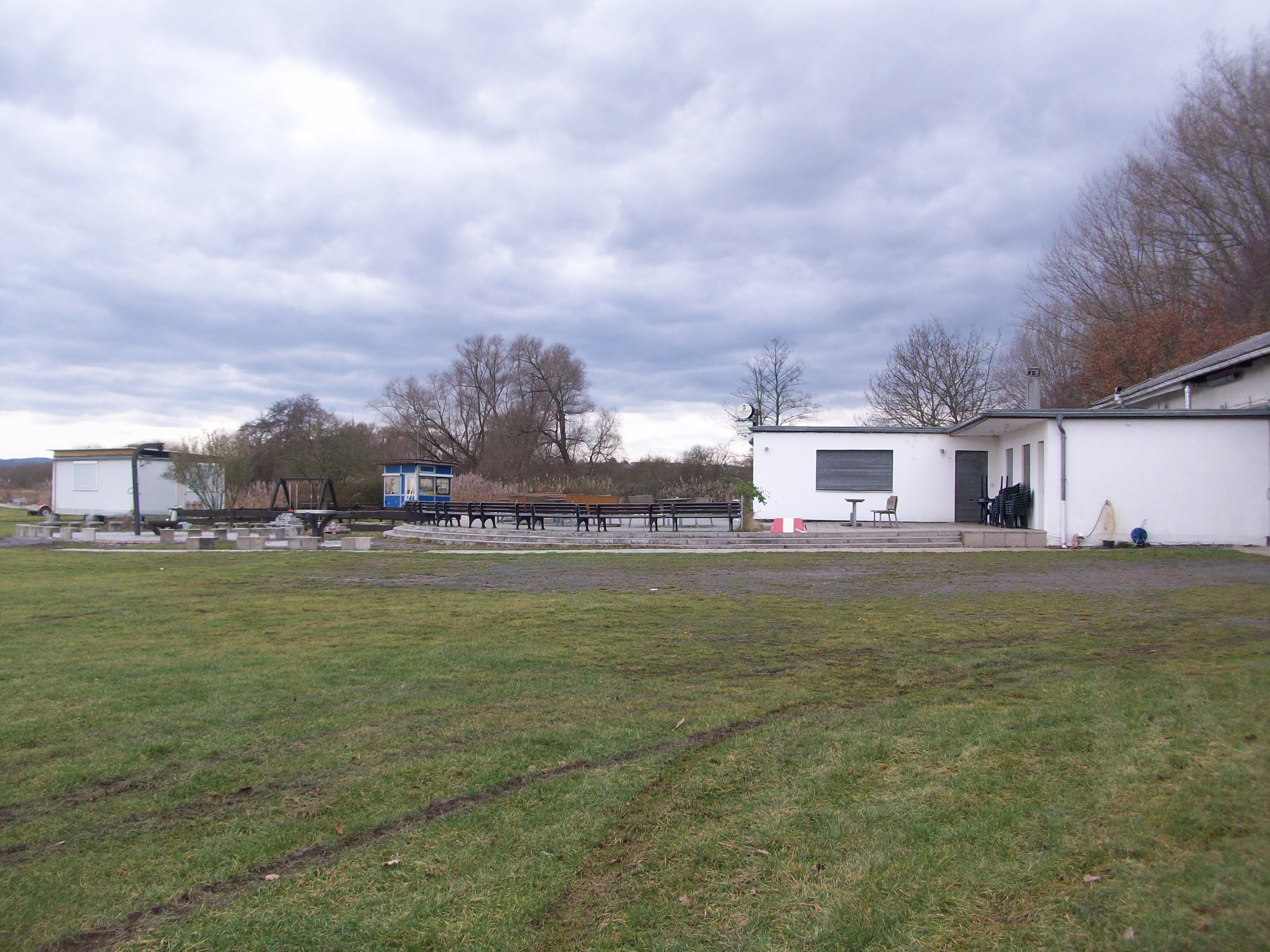
Gebäude und Gaststätte des Segelflugplatzes
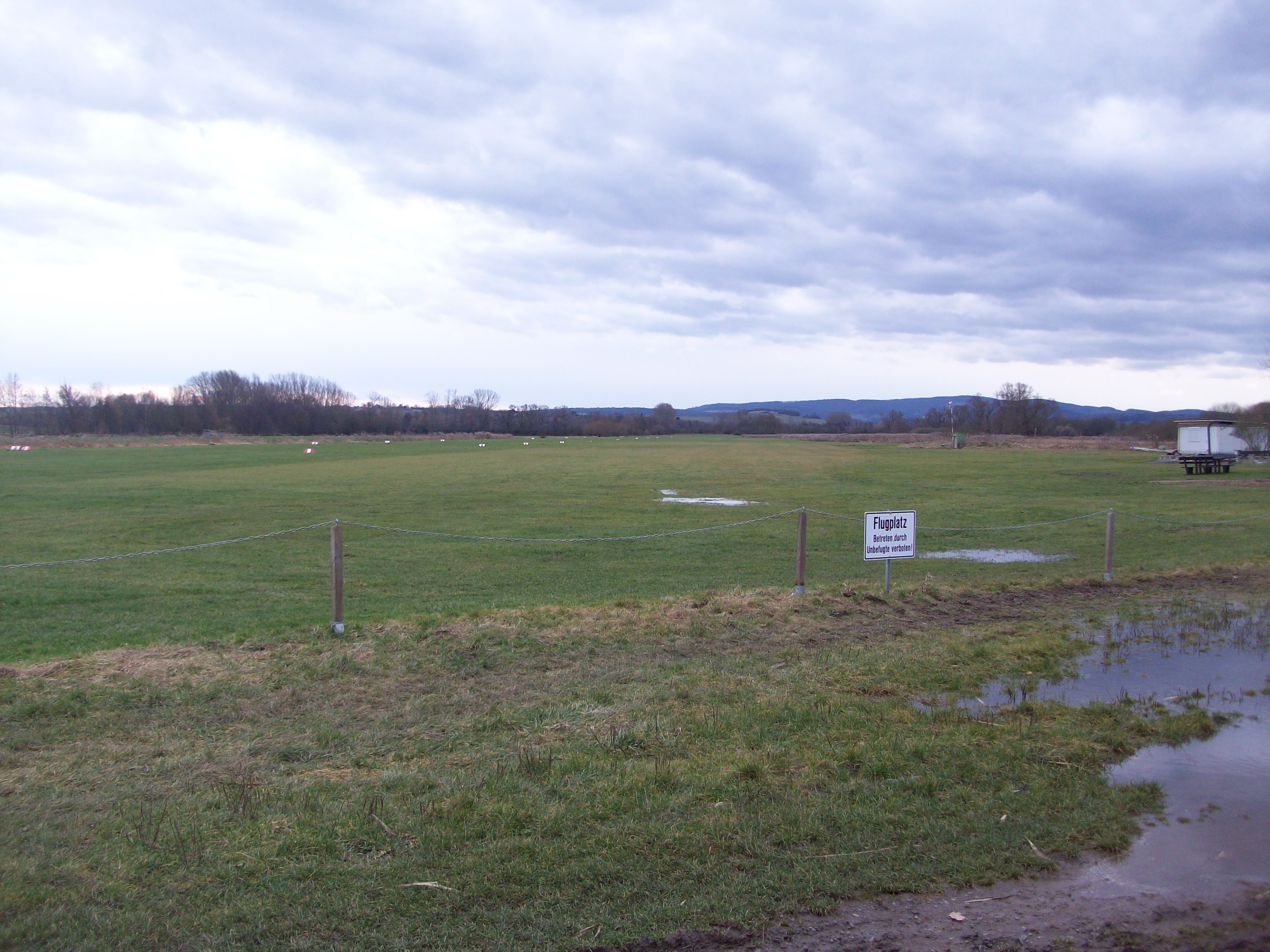
Landebahn